# José Francisco Ortega
José Francisco Ortega (1734 - Febrer 1798) va ser un militar espanyol i un dels primers colons de l'Alta Califòrnia. Fou membre de l'expedició de Gaspar de Portolà el 1769, i s'hi va quedar per convertir-se en el patriarca d'una important família de Califòrnia.

## Joventut
Ortega va néixer el 1734 a Celaya, avui dia a l'estat de Guanajuato, llavors Nova Espanya, on va treballar com a empleat de magatzem. Poc més se sap sobre la seva joventut. El 1755 es va allistar i va servir en la Royal Presidi a la Missió de Nostra Senyora de Loreto de la Baixa Califòrnia. El 1759 es va casar amb María Antonia Ortega Victoria Carrillo (ca. 1741 - Maig 1803). Algun temps després d'haver estat ascendit a sergent, Ortega va deixar l'exèrcit per a dedicar-se a la mineria a la Baixa Califòrnia Sud i es va convertir en alcalde (alcalde) dels campaments miners situats a la península. Finalment es va reincorporar a l'exèrcit el 1768, contractat per Gaspar de Portolà per unir-se a la seva expedició.

## Alta Califòrnia
El Sergent Ortega va ser el Cap explorador en la segona expedició terrestre de Gaspar de Portolá a l'Alta Califòrnia el 1769. Va dirigir un grup d'exploradors amb els quals va descobrir la Badia de San Francisco, i va ser probablement el primer europeu a veure-la per primera vegada l'1 de novembre de 1769.
El 1773 va ser ascendit a tinent i nomenat Comandant del Presidi de Sant Diego, càrrec que va ocupar fins a 1781. Anteriorment, va ser Comandant interí des de juliol de 1771 en l'absència de Pere Fages. Com a Comandant marxà amb Fra Fermín Lasuen i dotze soldats a explorar el lloc triat per fundar la Missió de San Juan Capistrano. Ortega era el favorit dels missioners, incloent a Fra Juníper Serra. La primavera de 1782, Ortega estava en l'expedició que va fundar la Missió de Sant Buenaventura i el Presidi de Santa Bàrbara. Ortega es va convertir en el primer Comandant del Presidi de Santa Bàrbara aquest any, i va romandre en ell fins al 1784. Des de 1787 fins a 1791 va ser el comandant del Presidi de Monterrey, i el 1792 el Comandant del Presidi de Loreto

## Retir
El 1795 es va retirar amb el grau de capità amb 40 anys de servei. A Ortega se li va atorgar una "concessió de terres" el 1794, que ell va batejar com Rancho de Nuestra Señora del Refugio (Rancho Refugio) prop de Santa Bàrbara. Va aconseguir construir-hi el seu ranxo, però no en va poder gaudir gaire temps. El 3 de febrer de 1798, Ortega va caure del seu cavall i va morir als 65 anys, prop del llogaret indi de Casil a Refugio Beach. Va ser enterrat a la Missió de Santa Bàrbara l'endemà

## Descendents
Els descendents d'Ortega es van convertir en una de les famílies prominents de Califòrnia. El seu fill Ygnacio va obtindre el 1809 la concessió del Rancho San Ysidro. La seva neta María de Guadalupe es va casar amb el naturalitzat nord-americà Joseph John Chapman. L'altra neta María del Pilar Ortega es va casar amb José Darío Argüello, que va ser governador de Califòrnia. Finalment, una altra neta es va casar amb l'escocès John Gilroy, fundador de Gilroy, Califòrnia.